# Johann Girard de Soucanton
Johann Girard de Soucanton (* 10. Augustjul. / 22. August 1826greg. in Tallinn, Gouvernement Estland; † 26. Novemberjul. / 8. Dezember 1896greg. in Kunda, Gouvernement Estland) war ein estländischer Industrieller.

## Leben
Johann (auch John) Girard de Soucanton wurde als jüngster Sohn des Tallinner Bürgermeisters und Kommerzienrates Johann Karl Girard de Soucanton (1785–1868) und dessen Ehefrau Eleonora Christina Johanna (geb. von Scheurmann, 1786–1861) geboren.
Er besuchte von 1836 bis 1845 die Ritter- und Domschule. 1845/46 studierte er Wirtschaft an der Kaiserlichen Universität Dorpat und von 1846 bis 1849 Agrarwissenschaft an der Universität Jena.
In den 1850er Jahren übernahm er von seiner Mutter das Gut im estnischen Kunda. 1863 wurde er vom russischen Senat in den Stand eines Barons erhoben. Ab 1867 gehörte ihm auch das Nachbargut in Selja.
Bei seinen Reisen nach Frankreich und Deutschland lernte Girard de Soucanton die Bedeutung des Portlandzements für das Bauwesen kennen. In Kunda gründete er daraufhin 1869/70 als Aktiengesellschaft eine Zementfabrik, eine der ersten Russischen Reich. An Aufbau und Betrieb des Zementwerks, das auf heimischen Rohstoffen beruhte, war maßgeblich der Chemiker und Industrielle Viktor Lieven (1841–1910) beteiligt, der von 1869 bis 1890 als Direktor der Fabrik fungierte. Für die Arbeiter ließen die Eigentümer 1881 ein eigenes Wohnviertel, das wegen seiner Lage an Wäldern und Mooren sogenannte Sibiriendorf (Siberi küla), errichten.
Auf Betreiben Johann Girards de Soucanton geht auch der Bau der Eisenbahnstrecke zwischen der estnischen Hauptstadt Tallinn und Kunda zurück, die in seinem Todesjahr 1896 ihren Betrieb aufnahm.

## Privatleben
Im Juli 1852 heiratete Johann Girard de Soucanton die Deutschbaltin Auguste Henriette Wilhelmine (Welly) Häntschel (1828–1880). Das Paar hatte fünf Kinder. Nach dem Tod seiner Frau heiratete er 1884 Meta Rosenfeldt (1842–1911). Die Ehe blieb kinderlos.